# Kanton Cholet-3
Der Kanton Cholet-3 war von 1973 bis 2015 ein französischer Wahlkreis im Arrondissement Cholet, im Département Maine-et-Loire und in der Region Pays de la Loire; sein Hauptort war Cholet.
Bei der Umorganisation im Jahr 2015 wurde der Kanton aufgelöst und die Gemeinden in andere Kantone verschoben. Der Kanton hatte 28.939 Einwohner (2012). 

## Gemeinden
Der Kanton bestand aus zwei Gemeinden und einem Teil von Cholet (angegeben ist hier die Gesamteinwohnerzahl):
| Gemeinde                 | Einwohner Jahr | Fläche km² | Bevölkerungsdichte | Code INSEE | Postleitzahl |
| ------------------------ | -------------- | ---------- | ------------------ | ---------- | ------------ |
| Cholet                   | 53.890 (2013)  | –          | – Einw./km²        | 49099      | 49300        |
| Saint-Christophe-du-Bois | 2.584 (2013)   | 21,75      | 119 Einw./km²      | 49269      | 49280        |
| La Tessoualle            | 3.076 (2013)   | 21,21      | 145 Einw./km²      | 49343      | 49280        |